# أماندا كلايتون
أماندا كلايتون (بالإنجليزية: Amanda Clayton)‏ هي ممثلة أمريكية بدأت مسيرتها الفنية عام 2006.

## وصلات خارجية
- أماندا كلايتون على موقع IMDb (الإنجليزية)
- أماندا كلايتون على موقع ألو سيني (الفرنسية)
- أماندا كلايتون على موقع أول موفي (الإنجليزية)
- أماندا كلايتون على موقع قاعدة بيانات الفيلم (الإنجليزية)